# Alfred Przydatek
Alfred Przydatek (ur. 27 lipca 1925 w Skarżysku-Kamiennej, zm. 3 maja 1990) – polski szlifierz, poseł na Sejm PRL V i VI kadencji.

## Życiorys
Syn Franciszka i Stefanii. Uzyskał wykształcenie zasadnicze zawodowe. Podczas wojny wywieziono go na roboty przymusowe do Niemiec. Po wojnie wrócił do Polski. W Zakładach Metalowych „Mesko” w Skarżysku-Kamiennej podjął pracę jako szlifierz. Ukończył kursy czeladnicze w zawodzie ślusarza, a także kursy mistrzowskie w zawodzie szlifierza. Był sekretarzem Rady Oddziałowej, przewodniczącym Komisji Współzawodnictwa Pracy, sekretarzem Rady Robotniczej oraz kierownikiem Brygady Pracy Socjalistycznej. Zasiadał w Miejskim Komitecie Frontu Jedności Narodu i w Zarządzie Polskiego Związku Wędkarskiego, w którym był skarbnikiem i wiceprezesem koła w Skarżysku-Kamiennej. W 1969 i 1972 uzyskiwał mandat posła na Sejm PRL w okręgu Kielce. Przez dwie kadencje zasiadał w Komisji Pracy i Spraw Socjalnych. Ponadto w trakcie VI kadencji był członkiem Komisji Gospodarki Morskiej i Żeglugi.

## Odznaczenia
- Brązowy Krzyż Zasługi
- Odznaka Przodownika Pracy Socjalistycznej
- Odznaka „Za Zasługi dla Kielecczyzny”